# Saint-Côme-du-Mont
Saint-Côme-du-Mont era una comuna francesa situada en el departamento de Mancha, de la región de Normandía, que el 1 de enero de 2016 pasó a ser una comuna delegada de la comuna nueva de Carentan-les-Marais al fusionarse con las comunas de Angoville-au-Plain, Carentan y Houesville.

## Demografía
| Gráfica de evolución demográfica de Saint-Côme-du-Mont entre 1800 y 2014 |
|                                                                          |

Los datos demográficos contemplados en este gráfico de la comuna de Saint-Côme-du-Mont se han cogido de 1800 a 1999 de la página francesa EHESS/Cassini, y los demás datos de la página del INSEE.